# PukiWiki
PukiWiki是一套Wiki軟體，以PHP寫成，為日語的Wiki網站所普遍使用。此軟體是從日本人結城浩所寫的YukiWiki所分支發展的，從1.4版起由PukiWiki Developers Team接續開發維護工作。

## 特色
由於PukiWiki原自於日本，因此對於双字节字符集（DBCS）的支持較許多由英語系所開發的Wiki軟體為佳。另外日本國內使用手機上網十分普遍，因此PukiWiki也支持了手機網頁功能。
PukiWiki支持PHP 4或5。與MediaWiki一樣支持跨Wiki連結（interwiki）與擴充套件。
PukiWiki 基于PHP+TXT的方式实现，不需要任何数据库程序支持，原生程序也未支持任何数据库系统，但是可以借助名为PukiWiki+DB的修改补丁来得到对MySQL、SQLite、ORACLE Oci8、PostgreSQL的支持。

## 衍生版本
- xpWiki：由nao-pon所開發，衍生自PukiWiki 1.4.7版，以與XOOPS結合為目的的Wiki軟體。[1]
- PukiWiki Mod：與xpWiki同一開發者及開發目的，是衍生自PukiWiki 1.3.x版。[2]
- PukiWiki Plus!：加強國際化等功能的衍生版本。[3]
  - PukiWiki Advance - PukiWiki Plus!的一个变种[4]
- PyukiWiki：改以Perl撰寫的衍生版本。[5]

## 外部連結
- （日語）PukiWiki 公式サイト 官方網站
- （日語）PukiWiki+DB
- （简体中文）噗叽唯姬中文站 PukiWiki Advance中文